# Gramática islandesa
Islandês é uma língua flexiva com quatro casos: nominativo, acusativo, dativo e genitivo, semelhante ao do alemão moderno. Os substantivos islandeses podem ter um dos três gêneros gramaticais: masculino, feminino ou neutro.  Substantivos, adjetivos e pronomes são declinados em quatro casos e dois números, singular e plural. 

## Morfologia
A morfologia islandesa é prototípica das línguas germânicas/indo-europeias.  Substantivos são declinados por caso, número e gênero; adjetivos são declinados por caso, número, gênero e definidade (ou seja, paradigmas fracos e fortes na literatura tradicional não-linguística). 
O islandês possui apenas o artigo definido, que pode se sustentar sozinho ou, como em outras línguas germânicas setentrionais, ser anexado ao seu substantivo alterado.  Os verbos são conjugados em tempo, modo, pessoa, número e voz. Existem três vozes: ativa, passiva e medial; mas pode ser debatido se a voz medial é uma voz ou simplesmente uma classe independente de verbos. Existem apenas dois tempos simples, passado e presente, mas existem várias construções auxiliares, algumas das quais podem ser consideradas tempos verbais, outras como aspectos em graus variados.  

### Substantivos
Os substantivos islandeses são declinados em quatro casos: nominativo, acusativo, dativo e genitivo. Eles pertencem a três classes de substantivos principais (masculino, feminino e neutro) e podem ser flexionados para número (singular e plural) e definidade (definido e indefinido). Existem dois principais paradigmas de declinação para substantivos de todas as classes de substantivos: forte (isto é, raiz terminando em consoante) e fraco (raiz terminando em vogal), que são divididos em grupos menores para declinação, de acordo com muitos critérios (mudança de sons, grupo de consoantes, etc.). A tabela a seguir mostra quatro exemplos de declínio forte. 
| número   | caso | masculino | feminino | neutro | neutro    |
| -------- | ---- | --------- | -------- | ------ | --------- |
| singular | nom. | hattur    | borg     | glas   | gler      |
| singular | acu. | hatt      | borg     | glas   | gler      |
| singular | dat. | hatti     | borg     | glasi  | gleri     |
| singular | gen. | hatts     | borgar   | glass  | glers     |
| plural   | nom. | hattar    | borgir   | glös   | gler      |
| plural   | acu. | hatta     | borgir   | glös   | gler      |
| plural   | dat. | höttum    | borgum   | glösum | gler(j)um |
| plural   | gen. | hatta     | borga    | glasa  | gler(j)a  |

O gênero de um substativo pode frequentemente ser suposto olhando para o final da palavra: 
- Substantivos masculinos - geralmente terminam em -ur , -i , -ll ou -nn .
- Substantivos femininos - geralmente terminam em -a , -ing ou -un .
- Substantivos neutros geralmente não têm final ou têm uma vogal acentuada.

### Artigos
Em islandês não há um artigo indefinido (um, uma), e o artigo definido (o, a) é geralmente associado ao final da palavra. A tabela abaixo mostra as diferentes formas de sufixo para os três gêneros. Essa lista não é exaustiva e há inúmeras exceções em todos os casos. 
| Sem artigo | Sem artigo | Sem artigo | Sem artigo | Sem artigo | Sem artigo | Artigo definido | Artigo definido | Artigo definido | Artigo definido | Artigo definido | Artigo definido |
| masculino  | masculino  | feminino   | feminino   | neutro     | neutro     | masculino       | masculino       | feminino        | feminino        | neutro          | neutro          |
| sg.        | pl.        | sg.        | pl.        | sg.        | pl.        | sg.             | pl.             | sg.             | pl.             | sg.             | pl.             |
| ---------- | ---------- | ---------- | ---------- | ---------- | ---------- | --------------- | --------------- | --------------- | --------------- | --------------- | --------------- |
| -ur        | -ar        | -          | -ir        | -          | -          | -urinn          | -arnir          | -in             | -irnar          | -ið             | -in             |
| -i         | -ar        | -          | -ir        | -          | -          | -inn            | -arnir          | -in             | -irnar          | -ið             | -in             |
| -ll        | -ar        | -a         | -ur        | -          | -          | -llinn          | -arnir          | -an             | -urnar          | -ið             | -in             |
| -nn        | -ar        | -a         | -ur        | -          | -          | -nninn          | -arnir          | -an             | -urnar          | -ið             | -in             |

Os exemplos abaixo mostram três substantivos, um de cada gênero, declinados no nominativo: 
- masculine: drengur — “(um) menino” torna-se drengurinn — “o menino”
- feminine: stúlka — “(uma) menina” torna-se stúlkan — “a menina”
- neuter: barn — “(uma) criança” torna-se barnið — “a criança”

O artigo definido independente ou independente (não anexado ao substantivo como um sufixo) existe em islandês na forma hinn. É usado principalmente na poesia e irregularmente em outros lugares (dificilmente existem regras para o último caso; é principalmente uma questão de gosto). 

### Pronomes

#### Pessoal
Os pronomes pessoais em islandês são os seguintes: 
|           | caso | 1ª pessoa | 2ª pessoa | 3ª pessoa | 3ª pessoa | 3ª pessoa |     |
| masculino | caso | 1ª pessoa | 2ª pessoa | feminino  | neutro    |           |     |
| --------- | ---- | --------- | --------- | --------- | --------- | --------- | --- |
| singular  | nom. | ég        | þú        | hann      | hún       | það       |     |
| singular  | acu. | mig       | þig       | hann      | hana      | það       |     |
| singular  | dat. | mér       | þér       | honum     | henni     | því       |     |
| singular  | gen. | mín       | þín       | hans      | hennar    | þess      |     |
| plural    | nom. | við       | þið       | þeir      | þær       | þau       | þau |
| plural    | acu. | okkur     | ykkur     | þá        | þær       | þau       | þau |
| plural    | dat. | okkur     | ykkur     | þeim      | þeim      | þeim      |     |
| plural    | gen. | okkar     | ykkar     | þeirra    | þeirra    | þeirra    |     |

O islandês tem palavras masculinas, femininas e neutras distintas para eles/elas. Quando se fala de um grupo de pessoas ou itens de gênero misto, a forma neutra é usada. 
Como em português, o pronome geralmente vem antes do verbo, como no exemplo abaixo: 
ég heiti Magnús — eu sou Magnús
Mas, com a mesma facilidade, a ordem da frase pode ser invertida.  Neste caso, o pronome se move para o final da frase: 
Magnús heiti ég — Magnús eu sou chamado (ou, literalmente, Magnús chamado sou eu)
Em português, alterar a ordem das palavras dessa forma poderia tornar a frase sem sentido ou parecer poética. Isto se deve principalmente ao fato de que, apesar de ser uma língua românica, o português perdeu a maior parte do seu declínio. Veja a sintaxe para mais informações. 
O islandês também tem dois pronomes pessoais extras menos usados.  Eles são os seguintes: 
| caso | 1ª pessoa | 2ª pessoa |
| ---- | --------- | --------- |
| nom. | vér       | þér       |
| acu. | oss       | yður      |
| dat. | oss       | yður      |
| gen. | vor       | yðar      |

Esses dois pronomes pessoais agora são arcaicos. Eles são uma sobra do islandês antigo (e nórdico antigo) do uso de um número dual junto com o singular e plural quando ele veio para os pronomes de primeira e segunda pessoa. A forma plural islandesa moderna desses pronomes ('við' e 'þið') é a forma do número dual, enquanto os antigos plurais ('vér' e 'ér') são usados apenas no discurso formal. 
1. ↑   Jón Friðjónsson (1989). Samsettar myndir sagna , Málvísindastofnun Háskóla Íslands, Reykjavík.
2. ↑   Kress, Bruno (1982). Isländische Grammatik , VEB Verlag Enzyklopädie Leipzig.